# Santa Maria del Tronto
Santa Maria del Tronto è un comune italiano soppresso del territorio della provincia di Ascoli Piceno. Attualmente è una frazione di Acquasanta Terme.

## Geografia fisica
Il centro premontano si trova nell'alta valle del Tronto ed allunga il suo incasato ai bordi della vecchia consolare Salaria, sulla riva destra del fiume Tronto. Dista circa 1,5 km dal centro di Acquasanta ed è circondato dai monti della Laga, a sud, e dai monti Sibillini a nord.

## Storia
Lo storico ascolano Sebastiano Andreantonelli riferisce che, nello stesso ambito territoriale dove ora sorge il paese di Santa Maria, si trovavano le rovine dell'antico abitato di Marsia. In quest'area vi erano frequenti rinvenimenti di monete e vasellame. Nel centro si elevava anche la chiesa di Santa Maria in Marsia e sul muro dell'edificio religioso compariva scolpita l'epigrafe «SAV RVFVS», da leggersi come «SAV(rus) RVFVS» e da tradursi come «Sauro Rufo», iscrizione riportata anche dal Corpus Inscriptionum Latinarum, (CIL, X, 5242).
Sino all'avvento del Regno d'Italia, il Comune era indicato con il solo nome "Santa Maria". L'aggiunta della specificazione "del Tronto" è avvenuta ufficialmente per effetto del Regio decreto 9 novembre 1862 n. 978 che ha autorizzato il Comune ad assumere la denominazione Santa Maria del Tronto in conformità alla deliberazione del consiglio comunale del 24 agosto 1862.
Santa Maria è stato comune autonomo fino al 1º gennaio 1866, quando fu accorpato all'attuale comune di Acquasanta dopo la nascita del Regno d'Italia insieme a  Montacuto, Montecalvo del Castellano e Quintodecimo.

## Economia
Fra le principali attività economiche vi sono l'estrazione e la lavorazione del travertino, roccia che ha trovato un largo impiego come materiale da costruzione caratterizzando sia l'edilizia dell'acquasantano e sia le opere di architettura monumentale della città di Ascoli Piceno.